# Gianandrea Gavazzeni
Gianandrea Gavazzeni (* 25. Juli 1909 in Bergamo; † 5. Februar 1996 ebenda) war ein italienischer Dirigent, Komponist und Musikwissenschaftler. 

## Leben
Gianandrea Gavazzeni wurde 1909 in der Via Pignolo in Bergamo geboren. Er studierte am Conservatorio di Santa Cecilia in Rom, sowie ab 1925 am Conservatorio Giuseppe Verdi in Mailand. Dort besuchte er die Klavierklasse von Renzo Lorenzoni und studierte Komposition bei Ildebrando Pizzetti und Mario Pilati. In Mailand besuchte Gavazzeni auch häufig die Aufführungen am Teatro alla Scala unter der Leitung von Arturo Toscanini.
Ab 1932 konzentrierte sich Gavazzeni auf das Dirigieren, wobei er vor allem die italienische Oper des 19. Jahrhunderts bevorzugte, sowie die Sinfonien der deutschen Romantiker und einige wenige Werke des 20. Jahrhunderts. Insbesondere versuchte er vergessene Werke wieder auf die Bühne zu bringen.
Von 1965 bis 1968 war er künstlerischer Leiter am Teatro alla Scala, das ihm 1985 die Verdienstmedaille Una vita per la musica (dt.: Ein Leben für die Musik) verlieh. 1981/82 wurde er mit dem Premio Abbiati ausgezeichnet.

## Werk
Gavazzeni war hauptsächlich als Dirigent italienischer Opern bekannt. Große Verdienste erwarb er sich um die Renaissance der Werke des ebenfalls aus Bergamo gebürtigen Gaetano Donizetti. Besonders bekannt wurde seine Aufführung von Donizettis Oper Anna Bolena am 14. April 1957 am Teatro alla Scala in Mailand mit Maria Callas in der Titelrolle. Die Opern-Festspiele am Teatro Donizetti in Bergamo 2006 waren der Erinnerung an seinen 10. Todestag gewidmet.
Als Komponist verfasste er mehrere Konzerte und Sonaten, unter anderem das Concerto bergamasco und das Lied The Song of St Alexander.